# Walter Pater
Walter Horatio Pater (n. 4 august 1839, Greater London, Anglia, Regatul Unit al Marii Britanii și Irlandei – d. 30 iulie 1894, Oxford, Anglia, Regatul Unit al Marii Britanii și Irlandei) a fost un proeminent estetician și critic din Anglia victoriană, susținător fervent al tezei artă pentru artă. Este autorul unuia dintre cele mai importante lucrări din epocă Studies in the History of the Renaissance ("Studii de Istoria Renașterii" 1873).
A devenit membru al Universității din Oxford în 1864.

## Traduceri
- Walter Pater, traducere Iolanda Mecu, Renașterea, București, Univers 1982.